# Kattakourgan

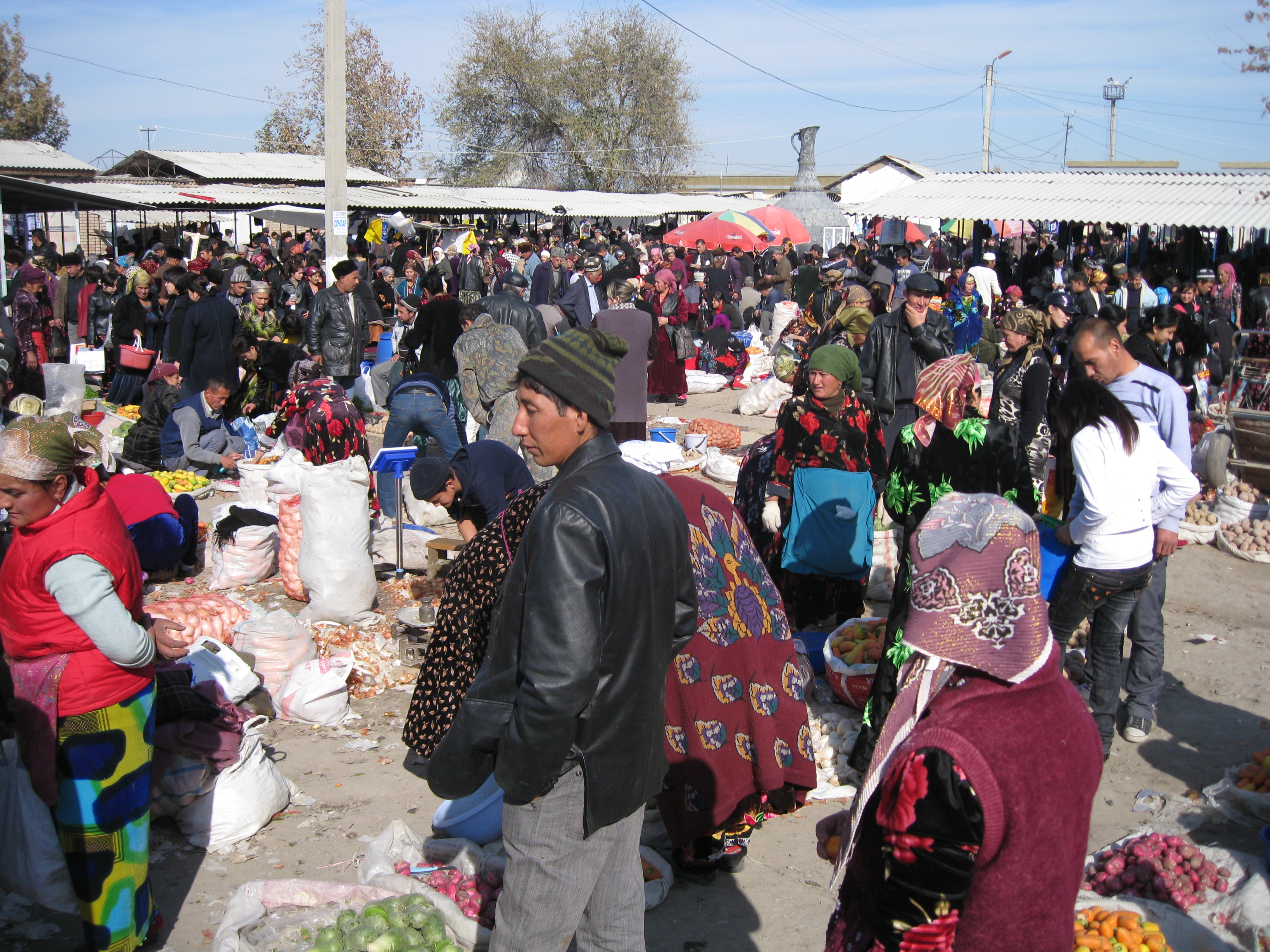
Vue du bazar de Kattakourgan en 2011

Kattakourgan (en ouzbek : Kattaqo‘rg‘on, en russe : Каттакурга́н, littéralement la « grande forteresse », au sens de grand kourgane), autrefois Katta-Kourgan, est une ville d'Ouzbékistan de la province de Samarcande. Elle comptait 84 741 habitants en 2016.

## Géographie
Kattakourgan se trouve dans une oasis de la vallée du Zeravchan à 76 km au nord-ouest de Samarcande. Sa gare de chemin de fer se trouve sur la ligne Tachkent-Kogon.
Le lac de Kattakourgan, lac artificiel de 79,5 km2, se trouve au sud de la ville.

## Population
| Année                           | 1897 | 1970 | 1991 | 2009 | 2016 |
| Population, millier d'habitants | 10,1 | 44   | 59,6 | 76,5 | 84,7 |

## Historique
Non loin de la ville se trouvent les ruines de la ville antique de Rabinjan, détruite au XIIe siècle. À l'époque du creusement du lac artificiel en 1946, des fouilles ont mis au jour les restes d'une grande nécropole zoroastrienne souterraine avec des labyrinthes dotés d'un système de ventilation bien pensé. On y a trouvé des objets d'argile. On a trouvé également à Kattakourgan et dans ses environs des foyers rituels (pour le feu des zoroastriens) de différentes époques, des fours à fonte et quantité d'ustensiles d'il y a plus de deux mille ans.
La Kattakourgan d'aujourd'hui remonte au dernier quart du XVIIe siècle (vers 1683-1684). Elle se construit autour de la citadelle de Farhad-Atalyk, gouverneur (bek) ouzbek de l'émir de Boukhara, qui y vivait avec les siens.
Du temps de l'Empire russe la ville était le chef-lieu de l'ouiezd du même nom, dans l'oblast de Samarcande. Elle se trouvait à la frontière de la Russie et de l'émirat de Boukhara.